# Rafał Grzelak
Rafał Grzelak (* 24. Juni 1982 in Łódź, Polen) ist ein polnischer Fußballspieler.

## Verein
Grzelak stammt aus der Jugend von Widzew Łódź und wechselte 1997 zu Orzeł Łódź, von wo aus er seine Karriere begann. Nach zwei Spielzeiten dort, wechselte er LKS Lodz, wo er seine ersten Auftritte in der Ekstraklasa hatte. In der Winterpause der Saison 2000/2001 wechselte der linke Mittelfeldmann von Lodz zu Ruch Chorzów, wo er in insgesamt 24 Spielen 3 Tore erzielen konnte. Nach starken Auftritten dort wurde der MSV Duisburg auf Grzelak aufmerksam und lieh ihn für ein halbes Jahr aus. Nach der Leihe wechselte er nach Polen zurück, wo er nach Stationen wie Widzew Łódź und Piotrcovia Piotrków Trybunalski, erst wieder bei Lech Posen Fuß fassen konnte und dort den polnischen Fußballpokal gewinnen.
Zur Saison 2004/2005 wechselte Grzelak für zwei Jahre zu Pogoń Szczecin, wo er in 45 Spielen für den Verein 4 Tore erzielen konnte. Nach seiner Station in Deutschland versuchte er es 2006 das erste Mal wieder im Ausland. Sein neuer Arbeitgeber war der fünfmalige portugiesische Pokalsieger Boavista Porto. Nach Missverständnissen mit dem Trainer ging er Winter 2007 zu AO Xanthi nach Griechenland, wo er einen Vertrag bis zum 30. Juni 2012 besitzt. Zur Saison 2009/2010 wechselt Rafał Grzelak nach Rumänien zu Steaua Bukarest. Hier war er allerdings nur Ersatzspieler und konnte in lediglich sechs Ligaspielen keinen Treffer erzielen. In der UEFA Europa League kam er auch sechsmal zum Einsatz und erzielte einen Treffer beim 2:1-Sieg gegen Újpest Budapest. Ab der Saisons 2010/2011 spielte er wieder für Widzew Łódź in der polnischen Ekstraklasa. Nach einem Jahr wechselte er zum Ligakonkurrenten und seinem ehemaligen Verein Ruch Chorzów. Dort wurde er nach einem halben Jahr aussortiert und in den Kader der Mannschaft in der Młoda Ekstraklasa, der separaten polnische Jugend-Fußballliga, verbannt. Am 7. Februar 2013 unterschrieb er einen Halbjahres-Jahres-Vertrag mit dem polnischen Zweitligisten Arka Gdynia. Nach Saisonende zog es ihn zu Ligakonkurrent Flota Świnoujście. Bei Flota wurde er zur Stammkraft und schloss die Saison 2013/14 im unteren Mittelfeld ab. In der Winterpause 2014/15 verpflichtete ihn Chojniczanka Chojnice. 2018 spielte er für den Viertligisten KP Starogard Gdański, bevor er zu BW Ramsloh in die Kreisliga Cloppenburg wechselte.

## Nationalmannschaft
Zwischen Oktober 2006 und Februar 2007 kam er zweimal für die A-Mannschaft Polens zum Einsatz.

## Titel
- U-16 Vize-Europameister 1999
- U-18 Europameister 2001
- Polnischer Pokalsieger: 2004